# 网络幽灵蛛
网络幽灵蛛（学名：Pholcus clavatus）为幽灵蛛科幽灵蛛属的动物。在中国大陆，分布于甘肃、河北、浙江、安徽、辽宁、陕西等地，一般生活于山区及田野结网。该物种的模式产地在甘肃。